# باسم خوري
باسم خوري ‏ (1 يوليو 1960 في كفر عقب - ) صيدلي، وشخصية أعمال، وسياسي من دولة فلسطين. شغل منصب وزير الاقتصاد الوطني لعدة شهور ضمن حكومة سلام فياض الثانية. يحمل درجة البكالوريوس في الصيدلة من جامعة أوكلاهوما. وهو عضو في مجلس أمناء جامعة بيرزيت.
أنشأ مصنع المستحضرات الصيدلانية «فارما» عام 1985، وأسس شركة فلسطين للتأمين عام 1996، والشركة الوطنية للصناعات الزراعية عام 2007، وله شركة في مالطا تدعى فارما كير بريميوم أسسها عام 2009.
كان عضوًا في اللجنة الفنية للتجارة والصناعة ضمن الوفد المفاوض الفلسطيني بين العامين 1990 و1994. انتخب رئيسًا لمجلس إدارة نقابة الصيادلة الفلسطينية، وكذلك انتخب رئيسا لاتحاد منتجي الأدوية الفلسطينية بين العامين 2001 و2004.
تولى خوري منصب وزير وزارة الاقتصاد الوطني في 19 مايو 2009 ضمن حكومة سلام فياض الثانية، لكنه استقال من المنصب في 14 أكتوبر 2009 احتجاجًا على موافقة السلطة الفلسطينية على عدم مناقشة تقرير لجنة "غولدستون" في مجلس حقوق الإنسان التابع للأمم المتحدة كما ذكرت وكالة فرانس برس.
في فبراير 2020، طالبت نقابة موظفي جامعة بيرزيت بإقالة عضو مجلس أمناء الجامعة باسم خوري لمشاركته كرئيس لوفد فلسطيني يمثل لجنة التواصل مع المجتمع الإسرائيلي في لقاء مع إسرائيليين في تل أبيب.

## أوسمة
- مُنح خوري وسام الاستحقاق من فرسان القبر المقدس في ألمانيا تقديرًا للخدمات التي قدمها للمحتاجين في عام 2002، وتكريما لأعماله الخيرية.[3]